# Guillaume de Hautemer
Guillaume de Hautemer (* wohl 1538 auf Schloss Fervaques; † 14. November 1613) war ein französischer Adliger und Militär. Er war Comte de Châteauvillain, Baron, Comte und dann Duc de Grancey, Baron de Mauny, und wurde 1597 zum Marschall von Frankreich, genannt Maréchal de Fervaques ernannt.

## Leben
Guillaume de Hautmer war der Sohn von Jean de Hautemer, Seigneur de Fervaques, du Fournet et du Mesnil-Tison, der 1544 in der Schlacht von Ceresole fiel, und Anne de La Baume-Montrevel.
Wohl als 15- oder 16-Jähriger trat er in den Dienst von François-Hercule de Valois, duc d’Alençon durch seinen deutlich älteren Verwandten Gaspard de Saulx, den späteren (1570) Marschall Tavannes (Françoise de La Baume-Montrevel, die Ehefrau Tavannes’, war die Nichte seiner Mutter, Tavannes also ein angeheirateter Vetter). Nach Prosper Mérimée war Hautemer der „camarade de débauche“ Théodore Agrippa d’Aubignés, von dem dieser in seinen Memoiren schreibt.
Seine ersten Erfahrungen machte er in den letzten Italienischen Kriegen zwischen König Heinrich II. von Frankreich auf der einen und den Habsburgern Karl V. bzw. Philipp II. auf der anderen Seite: am 13. August 1554 nahm er an der Schlacht bei Renty teil, am 10. August 1557 an der Schlacht bei Saint-Quentin und am 13. Juli 1558 an der Schlacht bei Gravelines.
Im Jahr 1560 – die Auseinandersetzungen zwischen Katholiken und Protestanten hatten begonnen – unterstützte Guillaume de Hautemer Henri-Robert de La Marck, 2. Duc de Bouillon, der zu dieser Zeit Gouverneur der Normandie war. Im Mai 1562 eroberte der Lisieux, plünderte die Kathedrale, verjagte die Geistlichen, besetzte deren Häuser und entweihte die Reliquien. Am 19. Dezember 1562 kämpfte er in der Schlacht bei Dreux.
Nachdem er die Seiten gewechselt hatte und in den Dienst des Königs getreten war, kämpfte er am 10. November 1567 in der  Schlacht bei Saint-Denis; er erhielt eine Ordonnanzkompanie unterstellt und wurde in den Ordre de Saint-Michel aufgenommen. Bei der Belagerung von Poitiers verteidigte er die Stadt gegen Gaspard II. de Coligny, der die Belagerung am 7. September 1569 aufgab, und kämpfte kurz darauf, am 3. Oktober 1569 unter dem Kommando des Herzogs von Anjou in der Schlacht bei Moncontour.
1574 diente er als Maréchal de camp unter Comte de Matignon, als Caterina de’ Medici diesen in die Normandie schickte, um einige Orte von den Protestanten zurückzuerobern, und nahm an den Belagerungen von Saint-Lô, Domfront und Carentan teil.
Im Oktober 1575, jetzt unter dem Kommando von Herzogs von Guise, besiegte er 99 Reîtres im Umfeld der Schlacht bei Dormans; noch im Laufe des gleichen Jahres verhinderte er eine Verschwörung gegen den König, indem er sie ihm gegenüber offenbarte, wofür er zum Maréchal de camp befördert wurde. 1576 trat er in den Dienst Heinrichs von Navarra, kehrte aber bald wieder in den Dienst des Königs zu Heinrich III. zurück, der ihm angesichts seiner früheren Leistungen vergab.
Der nach der Thronbesteigung Heinrichs III. neue Herzog von Anjou schickte ihn 1581 zur Unterstützung von Cambrai, das vom Alessandro Farnese blockiert wurde, wo es ihm gelang, die Spanier aus der gesamten Region zu vertreiben. Am 18. Januar 1583 geriet er in Gefangenschaft Wilhelms des Schweigers, als Anjou versuchte, Antwerpen zu erobern. Nach Anjous Tod (10. Juni 1584) schloss er sich erneut Heinrich von Navarra an und nahm an allen seiner Feldzüge teil.
Beim Angriff im Juli 1590 auf die Faubourgs von Paris, eroberte Fervaques die Vororte von Saint-Denis, flüchtete dann aber von dort. Im April 1594, während der Belagerung von Honfleur durch den Herzog von Montpensier, war der Sieur de Fervaques Oberkommandierenden der königlichen Armee.
Heinrich IV. belohnte seine Treue und seine Leistungen, als er ihn am 7. Dezember 1595 zum Ritter im Orden vom Heiligen Geist ernannte. 1597 nahm er an der Belagerung von Amiens teil. Nach einem blutigen Kampf schlug er den Comte de Buquoy zurück, der eine Wache der französischen Armee bezwungen hatte, und drängte die Spanier über die Somme zurück. Für diese Aktion erhob der König zum Marschall von Frankreich.
Am 3. Mai 1608 wurde er zum Lieutenant-général im Gouvernement der Normandie ernannt. Im Jahr darauf machte Heinrich IV. ihn zum Mitglied des Regentschaftsrates, für den Fall, dass er vor der Volljährigkeit seines Sohnes sterben sollte. Als der Fall 1610 eingetreten, wurde die Grafschaft Grancey 1611 zur Duché-Pairie erhoben (die Erhebung wurde allerdings nie registriert; Grancey und Châteauvillain waren das Erbe seine Großmutter mütterlicherseits, Anne de Châteauvillain-Grancey, der Mutter von Anne de La Baume-Montrevel). 1612 wurde er Gouverneur der Normandie. 1613 erwarb er die Baronie La Roche-Bernard vom Herzog von Thouars.
Um Verzeihung für seinen Exzess aus dem Jahr 1562 zu bekommen, gründete er in der Stadt Lisieux, eine Gemeinschaft von Kapuzinern, denen er einen Teil des Klosters auf eigene Kosten errichten ließ. Er baute auch die große Fassade und die beiden Pavillons des Château de Fervaques, wie sie jetzt existieren.
Guillaume de Hautemer starb am 14. November 1613 im Alter von 75 Jahren. Er wurde in der Kathedrale von Lisieux bestattet, seine letzte Ruhestätte fand er 1793 allerdings auf dem allgemeinen Friedhof der Stadt. Der Herzogstitel erlosch mit seinem Tod.

## Ehe und Familie
Guillaume de Hautemer heiratete 1558 in erster Ehe Renée L'Evêque de Marconay, Tochter von François l’Evêque, Seigneur de Marconnay, und Jacqueline Gillier, von der er drei Töchter bekam:
- Louise de Hautemer (* um 1560; † nach 1600), Dame de Plasnes et de Fervaques, ⚭ (1) Jacques de Hellenvilliers, Seigneur d’Aurilly, 1583/84 Gouverneur von Touraine; (2) 23. März 1593 Aymar II. de Prie, Marquis de Toucy († nach 1649), Sohn von René de Prie, Baron de Toucy, und Jossine Selles[3]
- Charlotte de Hautemer, Comtesse de Grancey; ⚭ 22. Mai 1588 Pierre Rouxel, Baron de Médavy; unter ihren Kindern sind der Marschall Jacques Rouxel de Médavy und der Erzbischof François Rouxel de Médavy
- Jeanne de Hautemer, Baronne de Mauny; ⚭ (1) Claude d'Étampes, Baron de La Ferté-Imbault, Eltern des Marschalls Jacques d’Estampes, Marquis de La Ferté-Imbault (1590–1668); ⚭ (2) François de Canouville, Baron de Raffetot

In zweiter Ehe heiratete er 1599 Anne d’Alègre († 1619), Tochter von Christophe d’Alègre, Seigneur de Saint-Just et d’Oisery, und Antoinette du Prat, Witwe von Paul de Coligny, genannt Guy XIX. de Laval (1555–1586), Comte de Laval et d’Harcourt, Mutter von Guy XX. de Laval (1585–1605), Comte de Laval et d’Harcourt.